# Farol do Mucuripe
O Farol do Mucuripe é um farol localizado no município brasileiro de Fortaleza que foi construído entre os anos de 1840 a 1846 pelos escravos,  em alvenaria, madeira e ferro. Ele representa uma das mais antigas edificações de Fortaleza. Foi, durante muito tempo, referência para embarcações que aqui aportavam. Porém o velho olho do mar, como era conhecido, foi desativado em 1957. O farol abrigou em determinado momento o "O Museu de Fortaleza".

## História
No período de 1981 a 1982, recebeu sua mais significativa reforma a fim de abrigar o Museu do Jangadeiro, atual Museu do Farol, cujo acervo faz referência a Fortaleza Colônia, e o Ceará província do Brasil Império. O museu abrigava peças e acervo sobre os principais momentos e acontecimentos que marcaram a capital cearense: reproduções, desenhos, fotografias, documentos, ilustrações, trechos de romances e relatos de visitantes.
Tombado pelo IPHAN, o farol fazia parte do Patrimônio Histórico, tendo sido um dos mais belos pontos turísticos da cidade de Fortaleza.
Hoje (2023), o farol do Mucuripe está tristemente abandonado e cai em ruínas. Fica localizado na Avenida Vicente de Castro, S/N - Serviluz, Fortaleza, Ceará, Brasil.

## Novo Farol
Em 18 de setembro de 2017, foi inaugurado um novo farol em alvenaria com 71,1 metros de altura, na Rua Novo Farol, bairro Vicente Pinzon, nas coordenadas geográficas 03 43,57 S e 038 28,32 W. Está cerca de 2 km de distância do antigo farol. É o maior do Continente Americano.

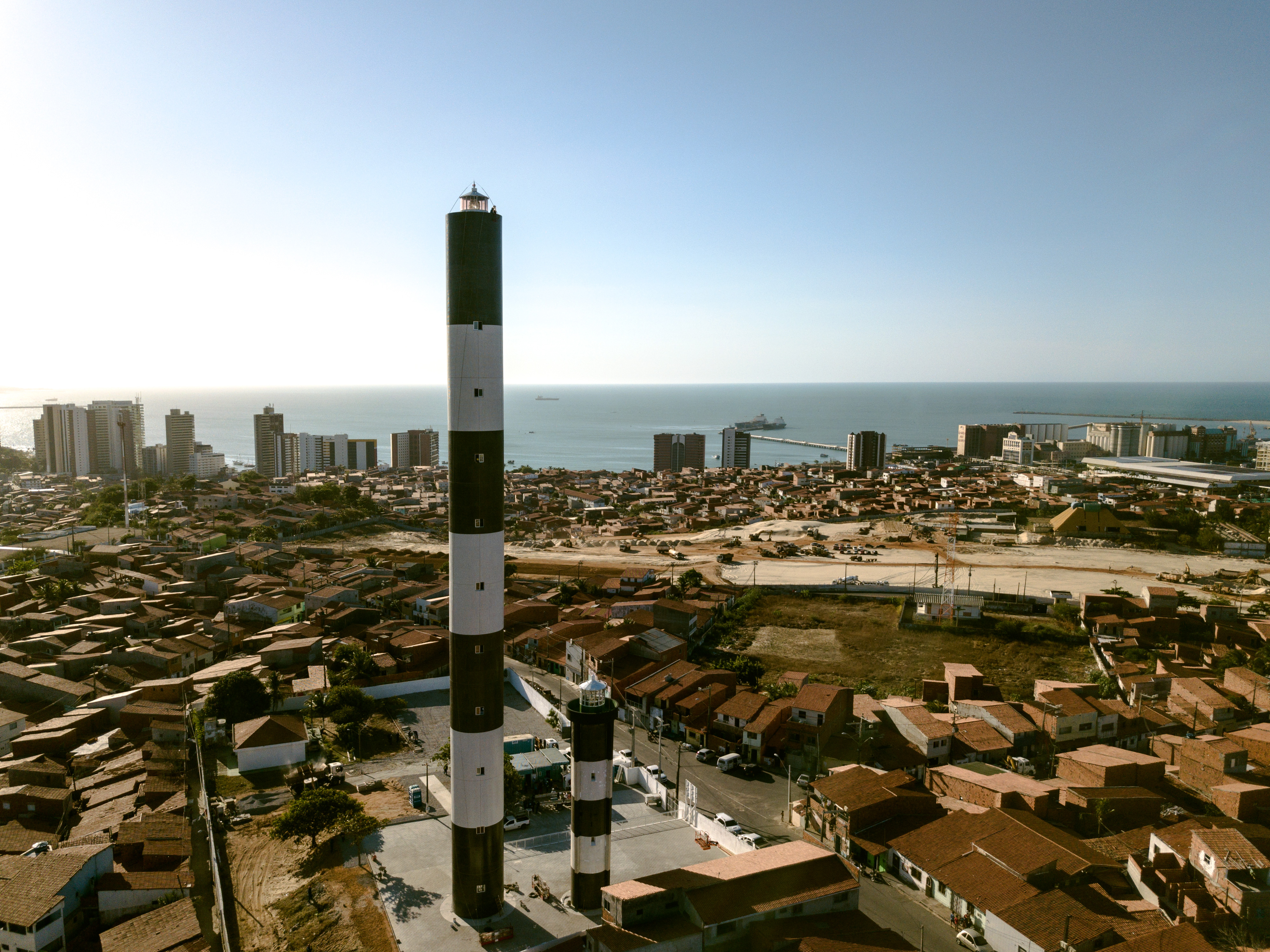
Novo Farol do Mucuripe